# Andi Schreiber
Andreas „Andi“ Schreiber (* 10. Oktober 1957 in Dornbirn) ist ein österreichischer Jazzmusiker (Geige, Komposition, Arrangement) und Musikpädagoge. Für das Österreichische Musiklexikon gilt er „als einer der profiliertesten Vertreter seines Instrumentes in Europa, der für seine expressive Spielfreude bekannt ist. “

## Wirken
Schreiber studierte Violine, Gesang (Jazz) und Komposition an der Musikhochschule Graz, wo er mit einem Diplom in Komposition absolvierte. Seit 1990 lehrte er dort an der bzw. an der Universität für Musik und darstellende Kunst Wien, seit 1991 leitet er zudem die Klasse Jazz-Violine an der Anton Bruckner Privatuniversität für Musik, Schauspiel und Tanz in Linz. Als Dozent ist er international bei Workshops aufgetreten.
Neben seiner pädagogischen Tätigkeit konzertiert er regelmäßig mit verschiedenen Ensembles in Europa, Russland, den USA und China. Eng arbeitete er mit Dieter Glawischnig zusammen, zunächst mit dem von diesem gegründeten Trio Neighbours (mit Ewald Oberleitner und John Preininger), dann mit der NDR Bigband und Ernst Jandl (Aus der Kürze des Lebens 1995, rec. 1979). Mit Glawischnig und Tony Oxley arbeitete er in der im Grenzbereich von Jazz und Neuer Musik sich bewegenden Formation Circle, seit 1998 im Cercle a Due (im Trio mit dem Schlagzeuger John Marshall bzw. Vladimir Tarasov). Mit dem Ensemble Experimenti Berlin um Bardo Henning spielte er zwei Alben ein. In den letzten Jahren trat er vermehrt mit Andy Manndorff und mit Der böse Zustand auf. Auch unterhält er ein Duo mit der Violinistin Angelika Hagen.
Als Komponist hat er Klanginstallationen und Musik für verschiedene Theater geschaffen. Über das Genre Jazz hinaus versucht er unter Einbeziehung einer Vielfalt von Stilen, Einflüssen und Klängen mit den Mitteln der Jazzimprovisation neue Ausdrucksmöglichkeiten der zeitgenössischen Musik zu finden und weiterzuentwickeln.

## Diskographische Hinweise
- Han Bennink / Wong Young / Andreas Schreiber / Dennis Rea / Steffen Schorn / Claudio Puntin: Free Touching (Live in Beijing at Keep in Touch) (Noise Asia 2004)
- Attosphere: Schumann Live at Glatt & Verkehrt (Sessionwork 2013, mit Julia Noa Fischer, Michael Bruckner-Weinhuber und Matthias Pichler)
- Angelika Hagen/Andi Schreiber: Paris Zakros Sunrise (Listen Closely 2017)